# Kommunalverband besonderer Art
Ein Kommunalverband besonderer Art ist eine Gebietskörperschaft der Kreisebene in der Bundesrepublik Deutschland, die eine Großstadt mit teilweise kreisfreiem Sonderstatus und ihre Umgebung umfasst. Im Kommunalrecht der betreffenden Länder werden die betreffenden Körperschaften einfach als Gebietskörperschaften und Gemeindeverbände definiert und dazu die einzelfallspezifischen Sonderregelungen der Verwaltungszuständigkeiten und kommunalen Aufgabenverteilung aufgezählt. Für Gebietskörperschaften der Kreisebene, die größere Städte zusammen mit ihrer Umgebung umfassen, ist allgemeiner auch die ebenso informelle Bezeichnung  Regionalkreis üblich.
Gebietskörperschaften der Kreisebene mit besonderer Bezeichnung sind:
- Region Hannover (seit 1. November 2001), Rechtsnachfolgerin des Landkreises Hannover (1. März 1974 bis 31. Oktober 2001) und des Kommunalverbandes Großraum Hannover (1. Januar 1963 bis 31. Oktober 2001)
- Regionalverband Saarbrücken (seit 1. Januar 2008), Rechtsnachfolger des Stadtverbandes Saarbrücken (1. Januar 1974 bis 31. Dezember 2007)
- Städteregion Aachen (seit 21. Oktober 2009), Rechtsnachfolgerin des Kreises Aachen (1. Januar 1972 bis 20. Oktober 2009)

Im Gegensatz zu anderen ehemals kreisfreien Städten behielten die zu den neuen Gebietskörperschaften gehörenden Städte Hannover und Aachen weiter einen Teil der Aufgaben einer kreisfreien Stadt.